# نیروی زمینی یونان
ارتش یونان (یونانی: Ελληνικός Στρατός) نیروی زمینی زیرمجموعه نیروهای مسلح یونان است، که در سال ۱۸۲۱ تأسیس شد.